# Guldhjälmen
A Guldhjälmen (Arany Sisak) egy trófea a svéd jégkorong bajnokságban. A játékosok egymás közt választják ki a legértékesebb játékosot. Nem összekeverendő a Guldpuckennel, ami a legjobb svéd játékosnak jár.

## A díjazottak
- 2018 - Joakim Lindström, Skellefteå AIK
- 2017 - Joakim Lindström, Skellefteå AIK
- 2016 - Anton Rödin, Brynäs IF
- 2015 - Derek Ryan, Örebro HK
- 2014 - Joakim Lindström, Skellefteå AIK
- 2013 - Bud Holloway, Skellefteå AIK
- 2012 - Jakob Silfverberg, Brynäs IF
- 2011 - Magnus Johansson, Linköpings HC
- 2010 - Mats Zuccarello Aasen, Modo Hockey
- 2009 - Johan Davidsson, HV71
- 2008 - Tony Mårtensson, Linköpings HC
- 2007 - Fredrik Bremberg, Djurgårdens IF
- 2006 - Andreas Karlsson, HV71
- 2005 - Henrik Lundqvist, Frölunda HC
- 2004 - Magnus Kahnberg, Västra Frölunda HC
- 2003 - Niklas Andersson, Västra Frölunda HC
- 2002 - Ulf Söderström, Färjestads BK
- 2001 - Kristian Huselius, Västra Frölunda HC
- 2000 - Rikard Franzén, AIK Ishockey
- 1999 - Jan Larsson, Brynäs IF
- 1998 - Tommy Söderström, Djurgårdens IF
- 1997 - Jarmo Myllys, Luleå HF
- 1996 - Esa Keskinen, HV71
- 1995 - Per-Erik Eklund, Leksands IF
- 1994 - Peter Forsberg, Modo Hockey
- 1993 - Peter Forsberg, Modo Hockey
- 1992 - Håkan Loob, Färjestads BK
- 1991 - Håkan Loob, Färjestads BK
- 1990 - Bengt-Åke Gustafsson, Färjestads BK
- 1989 - Anders Eldebrink, Södertälje SK
- 1988 - Anders Eldebrink, Södertälje SK
- 1987 - Peter Lindmark, Färjestads BK
- 1986 - Kari Eloranta, HV71